# Karşıyaka Spor Kulübü
Karşıyaka Spor Kulübü (mais conhecido como Karşıyaka) é um clube multidesportivo turco com sede na cidade de Esmirna, capital do estado homônimo, fundado em 1 de novembro de 1912. Atualmente disputa a Quarta Divisão Turca no futebol, a Primeira Liga Turca de Basquete no basquetebol masculino e a Segunda Liga Turca de Basquete no basquetebol feminino. 
O clube atua nas modalidades de futebol, basquetebol, voleibol, handebol, tênis, natação, vela, bilhar e boliche. 
No futebol, o clube possui uma feroz rivalidade com o Göztepe, conhecida como o Derby de Esmirna. Também rivaliza com Altınordu, İzmirspor e Bucaspor. 
Desde 2021 manda seus jogos oficiais no Estádio Aziz Kocaoğlu de Bornova, com capacidade para receber até 9 138 espectadores.

## Títulos
- Liga de Futebol de Esmirina (3): 1925–26, 1951–52 e 1958–59[3]

- Segunda Divisão Turca (2): 1991–92 (Grupo B)[4] e 1994–95[5]
- Terceira Divisão Turca (1): 2002–03